# Liste der Auslandsvertretungen Libanons

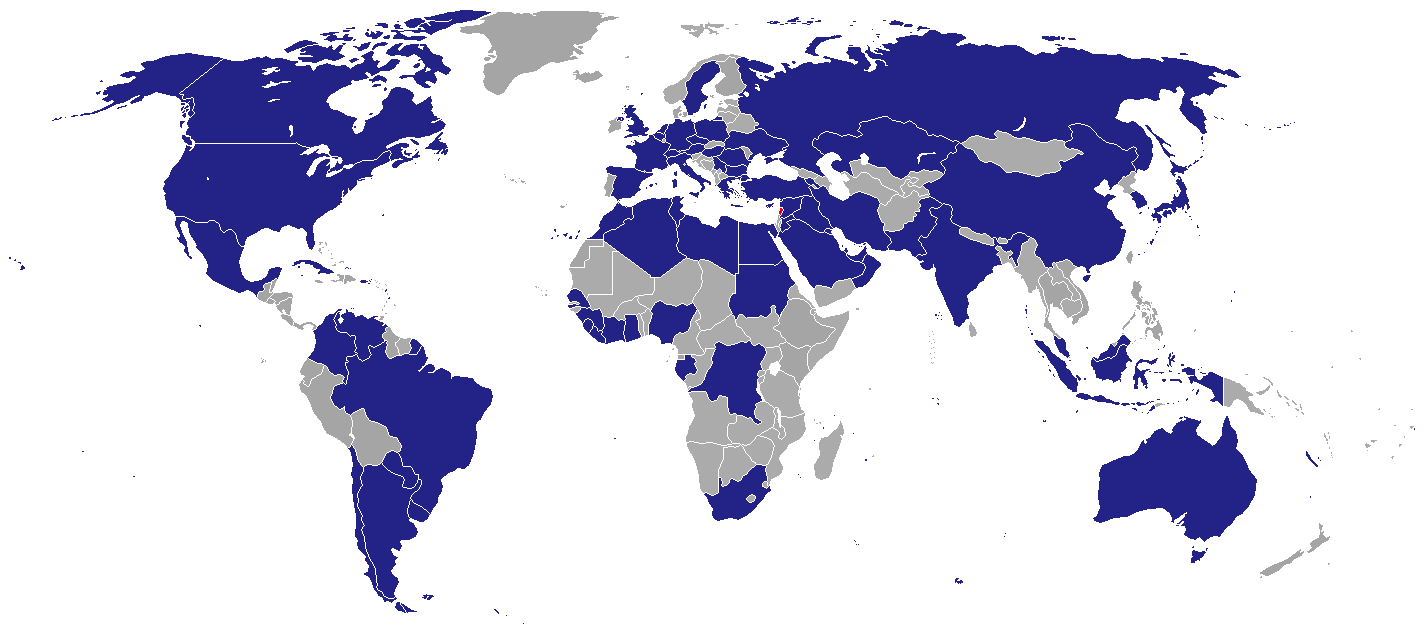
Standorte der diplomatischen Vertretungen Libanons

Dies ist eine Liste der diplomatischen und konsularischen Vertretungen Libanons.

## Diplomatische und konsularische Vertretungen

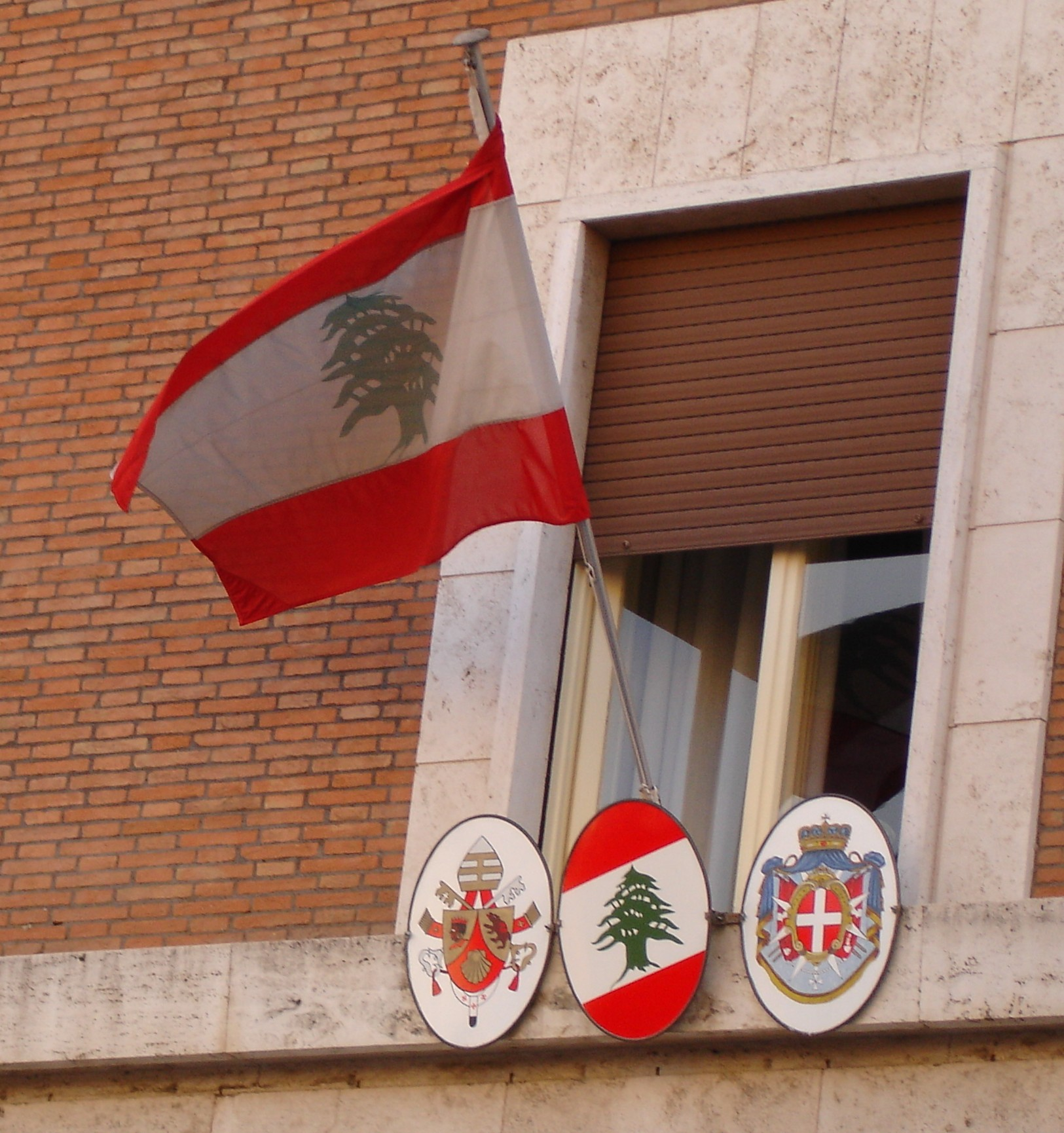
Libanesische Botschaft in Rom

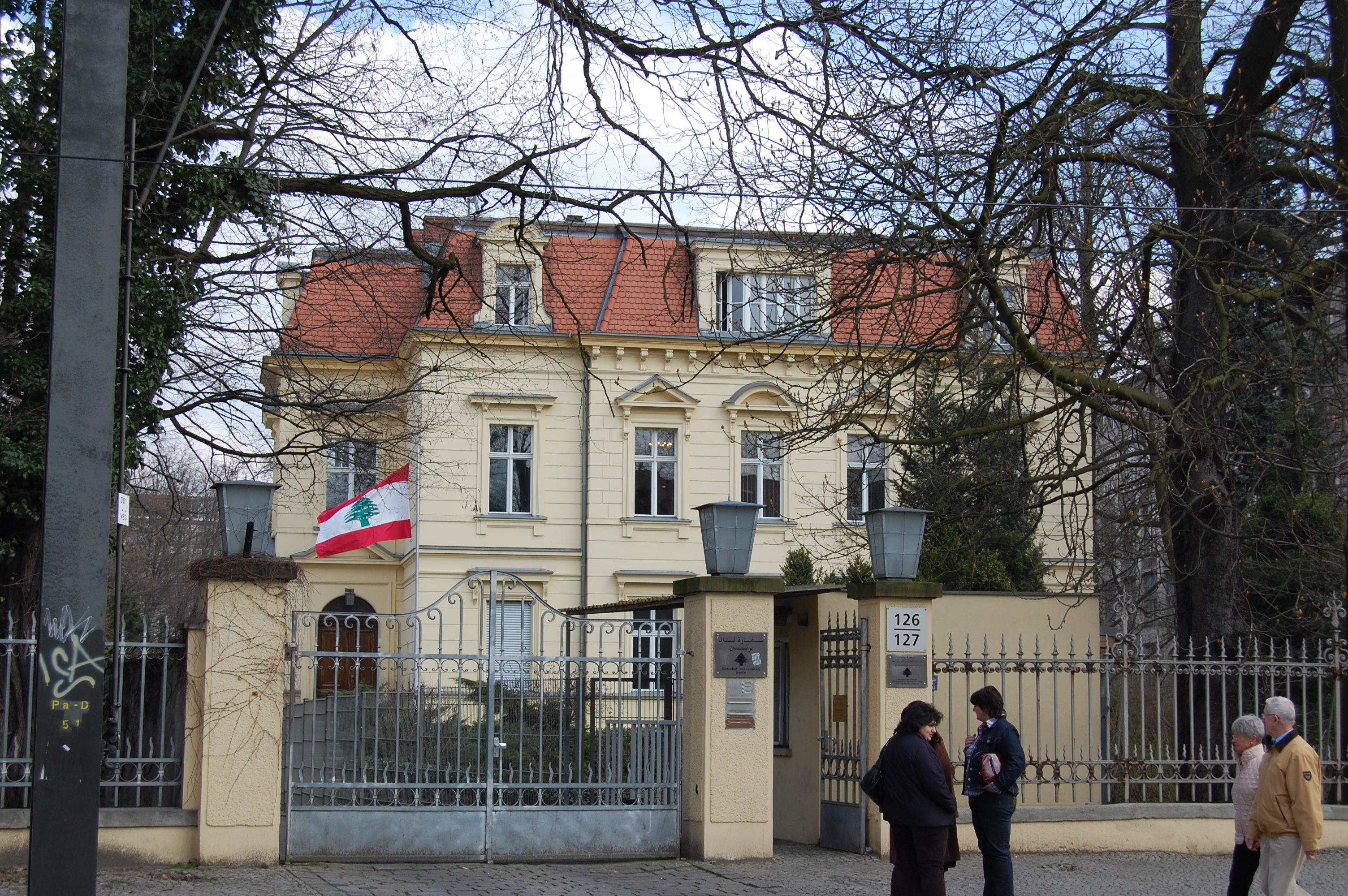
Libanesische Botschaft in Berlin

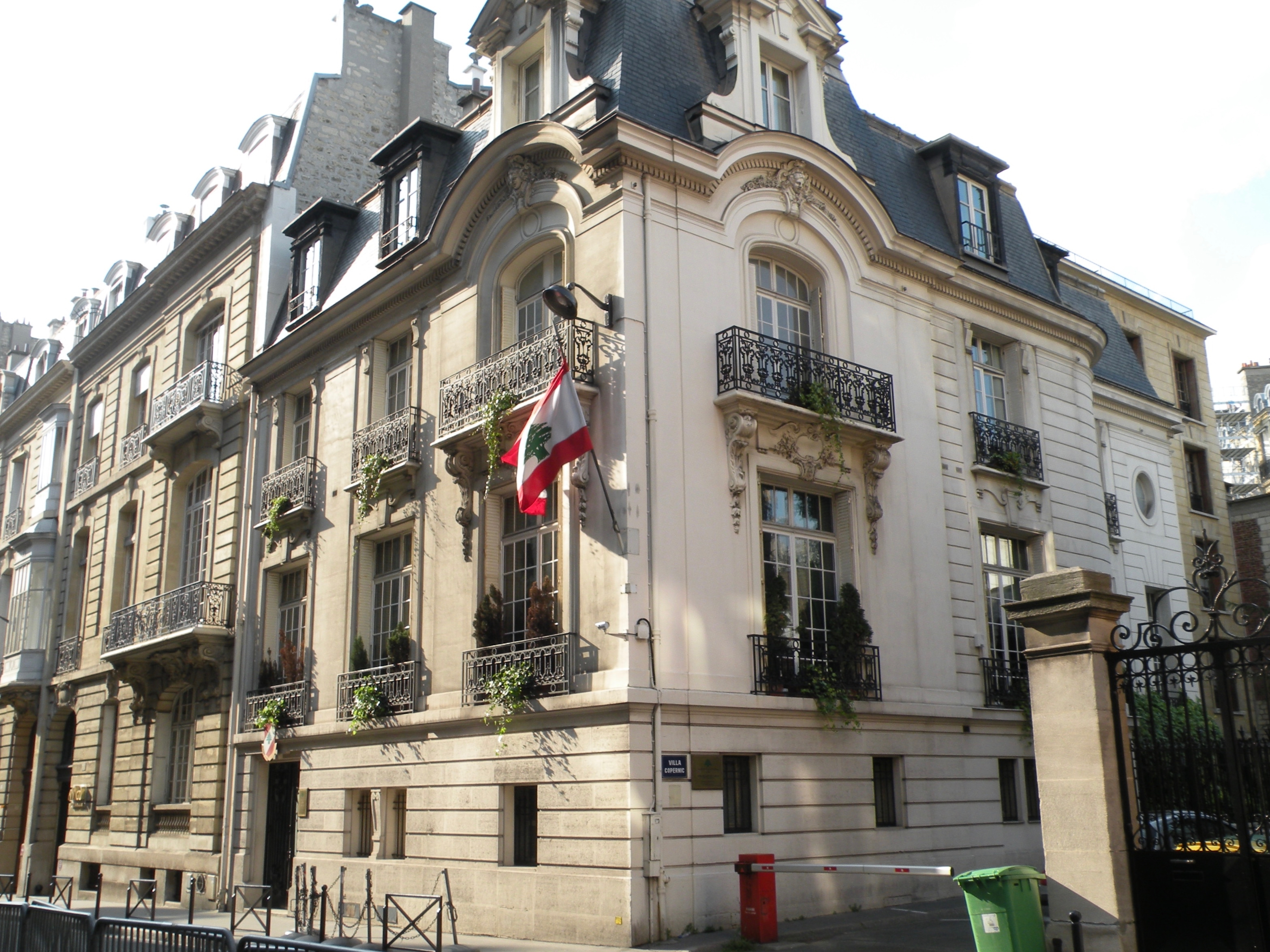
Libanesische Botschaft in Paris

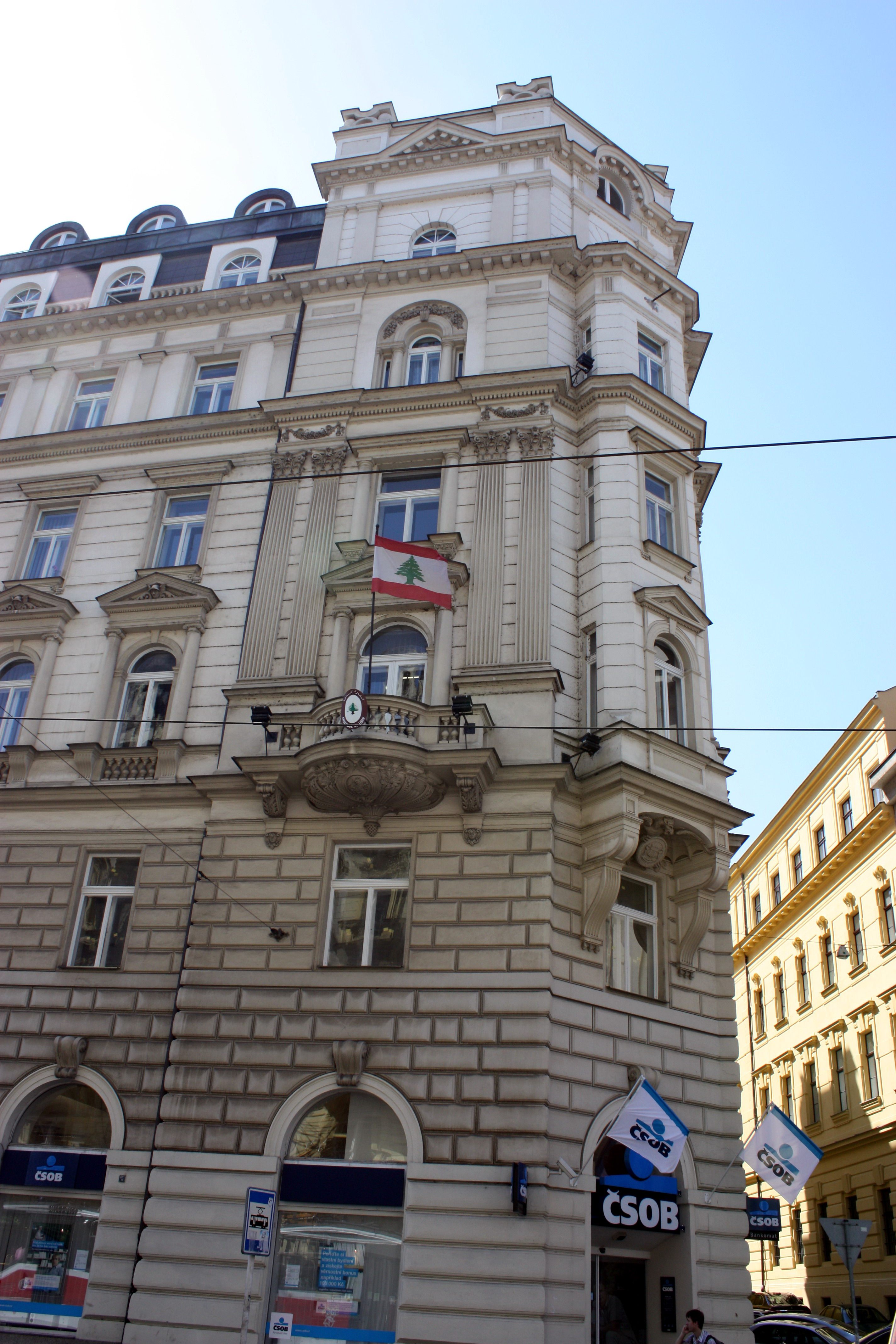
Libanesische Botschaft in Prag

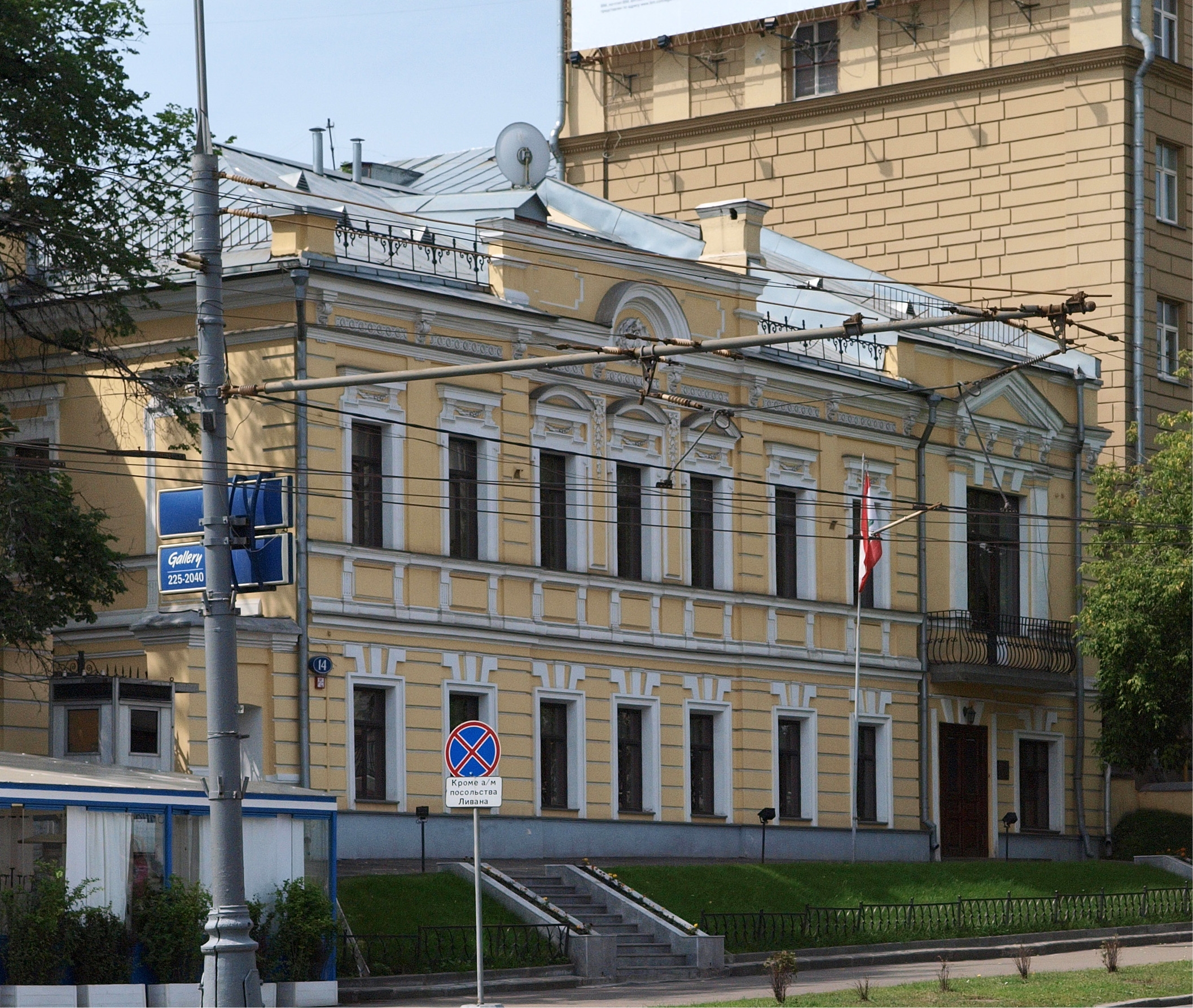
Libanesische Botschaft in Moskau

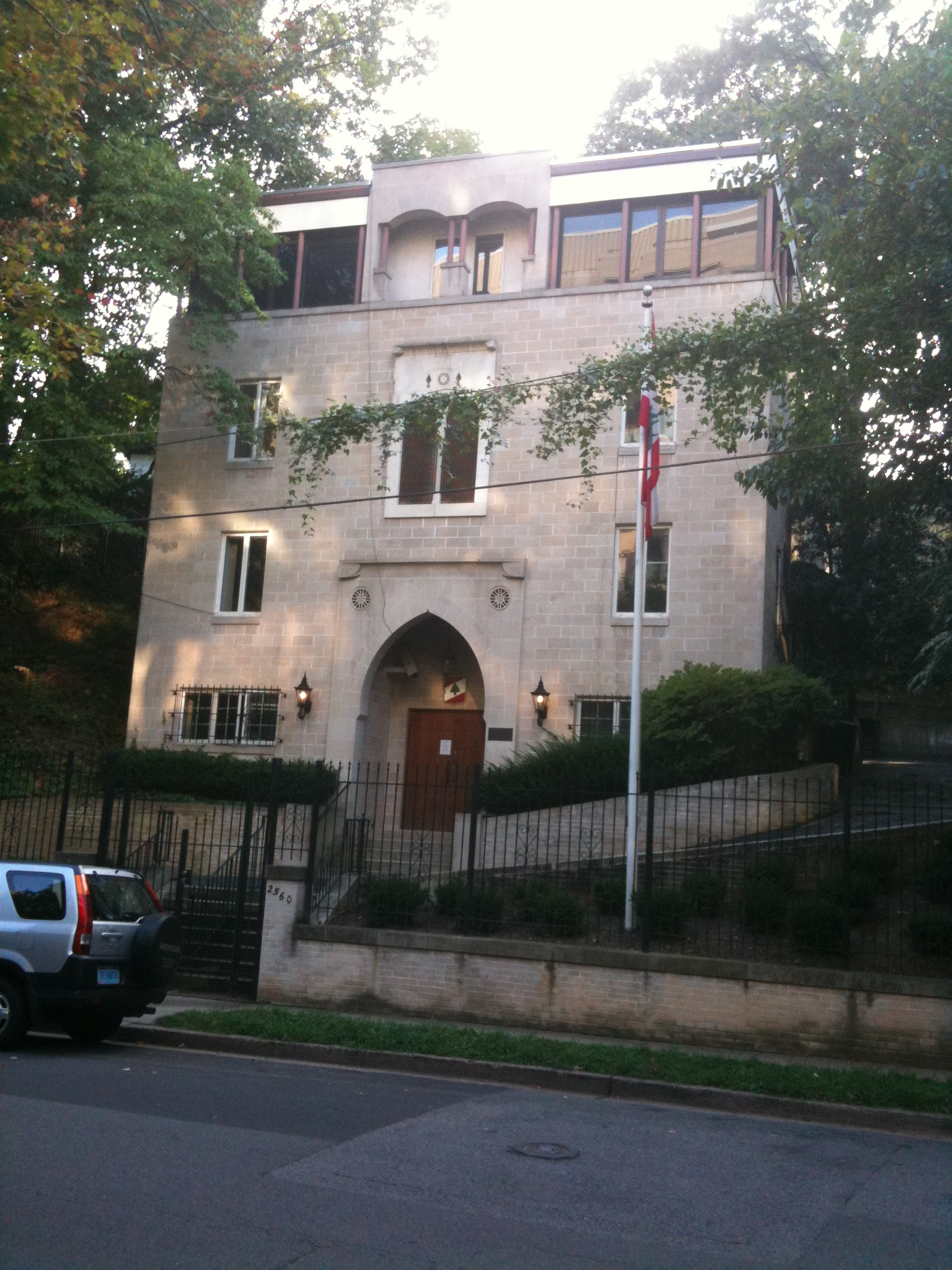
Libanesische Botschaft in Washington, D.C.

### Afrika
| - Ägypten: Kairo, Botschaft - Ägypten: Alexandria, Generalkonsulat - Algerien: Algier, Botschaft - Elfenbeinküste: Abidjan, Botschaft - Demokratische Republik Kongo: Kinshasa, Botschaft - Gabun: Libreville, Botschaft - Ghana: Accra, Botschaft - Guinea: Conakry, Botschaft - Liberia: Monrovia, Botschaft | - Libyen: Tripolis, Botschaft - Marokko: Rabat, Botschaft - Nigeria: Abuja, Botschaft - Nigeria: Lagos, Generalkonsulat - Senegal: Dakar, Botschaft - Sierra Leone: Freetown, Botschaft - Südafrika: Pretoria, Botschaft - Sudan: Khartum, Botschaft - Tunesien: Tunis, Botschaft |

### Asien
| - Armenien: Jerewan, Botschaft - Bahrain: Manama, Botschaft - Volksrepublik China: Peking, Botschaft - Indien: Neu-Delhi, Botschaft - Indonesien: Jakarta, Botschaft - Iran: Teheran, Botschaft - Irak: Bagdad, Botschaft - Japan: Tokio, Botschaft - Jemen: Sanaa, Botschaft - Jordanien: Amman, Botschaft - Kasachstan: Astana, Botschaft | - Katar: Doha, Botschaft - Kuwait: Kuwait, Botschaft - Malaysia: Kuala Lumpur, Botschaft - Oman: Maskat, Botschaft - Pakistan: Islamabad, Botschaft - Saudi-Arabien: Riad, Botschaft - Saudi-Arabien: Dschidda, Generalkonsulat - Südkorea: Seoul, Botschaft - Syrien: Damaskus, Botschaft - Vereinigte Arabische Emirate: Abu Dhabi, Botschaft - Vereinigte Arabische Emirate: Dubai, Generalkonsulat |

### Australien und Ozeanien
- Australien: Canberra, Botschaft
- Australien: Melbourne, Generalkonsulat
- Australien: Sydney, Generalkonsulat

### Europa
| - Belgien: Brüssel, Botschaft - Bulgarien: Sofia, Botschaft - Deutschland: Berlin, Botschaft - Frankreich: Paris, Botschaft - Frankreich: Marseille, Generalkonsulat - Griechenland: Athen, Botschaft - Italien: Rom, Botschaft - Italien: Mailand, Generalkonsulat - Niederlande: Den Haag, Botschaft - Österreich: Wien, Botschaft - Polen: Warschau, Botschaft - Rumänien: Bukarest, Botschaft | - Russland: Moskau, Botschaft - Schweden: Stockholm, Botschaft - Schweiz: Bern, Botschaft - Serbien: Belgrad, Botschaft - Spanien: Madrid, Botschaft - Tschechien: Prag, Botschaft - Türkei: Ankara, Botschaft - Türkei: Istanbul, Generalkonsulat - Ukraine: Kiew, Botschaft - Ungarn: Budapest, Botschaft - Vereinigtes Königreich: London, Botschaft - Zypern: Nikosia, Botschaft |

### Nordamerika
| - Kanada: Ottawa, Botschaft - Kanada: Montreal, Generalkonsulat - Kuba: Havanna, Botschaft - Mexiko: Mexiko-Stadt, Botschaft | - Vereinigte Staaten: Washington, D.C., Botschaft - Vereinigte Staaten: Detroit, Generalkonsulat - Vereinigte Staaten: Los Angeles, Generalkonsulat - Vereinigte Staaten: New York, Generalkonsulat |

### Südamerika
| - Argentinien: Buenos Aires, Botschaft - Brasilien: Brasília, Botschaft - Brasilien: Rio de Janeiro, Generalkonsulat - Brasilien: São Paulo, Generalkonsulat - Chile: Santiago de Chile, Botschaft | - Kolumbien: Bogotá, Botschaft - Paraguay: Asunción, Botschaft - Uruguay: Montevideo, Botschaft - Venezuela: Caracas, Botschaft |

## Vertretungen bei internationalen Organisationen
- Europäische Union: Brüssel, Mission
- Vereinte Nationen: New York, Ständige Vertretung
- Vereinte Nationen: Genf, Ständige Vertretung
- UNESCO: Paris, Ständige Mission
- Arabische Liga: Kairo, Ständige Mission
- Heiliger Stuhl: Rom, Botschaft